# Ид (коммуна)
Ид (фр. и окс. Ydes) — коммуна во Франции, находится в регионе Овернь. Департамент — Канталь. Входит в состав кантона Сень. Округ коммуны — Морьяк.
Код INSEE коммуны — 15265.
Коммуна расположена приблизительно в 390 км к югу от Парижа, в 70 км юго-западнее Клермон-Феррана, в 50 км к северу от Орийака.

## Население
Население коммуны на 2008 год составляло 1866 человек.
| 1962 | 1968 | 1975 | 1982 | 1990 | 1999 | 2008 |
| ---- | ---- | ---- | ---- | ---- | ---- | ---- |
| 1999 | 2037 | 1970 | 1980 | 1965 | 1931 | 1866 |

## Администрация
| Период | Период | Фамилия  | Партия                                                         | Примечания |
| ------ | ------ | -------- | -------------------------------------------------------------- | ---------- |
| 1989   | 2008   | Роже Бес | Объединение в поддержку республики — Союз за народное движение | сенатор    |
| 2008   |        | Ги Лакан |                                                                |            |

## Экономика
В 2007 году среди 1117 человек в трудоспособном возрасте (15—64 лет) 812 были экономически активными, 305 — неактивными (показатель активности — 72,7 %, в 1999 году было 69,2 %). Из 812 активных работали 747 человек (406 мужчин и 341 женщина), безработных было 65 (33 мужчины и 32 женщины). Среди 305 неактивных 44 человека были учениками или студентами, 120 — пенсионерами, 141 были неактивными по другим причинам.

## Достопримечательности
- Замок Транси (1830 год). Памятник истории с 2002 года[3]
- Церковь Сен-Жорж[фр.] (XII век). Памятник истории с 1862 года[4]
- Церковь Св. Жанны д’Арк (начало XX века)

## Фотогалерея

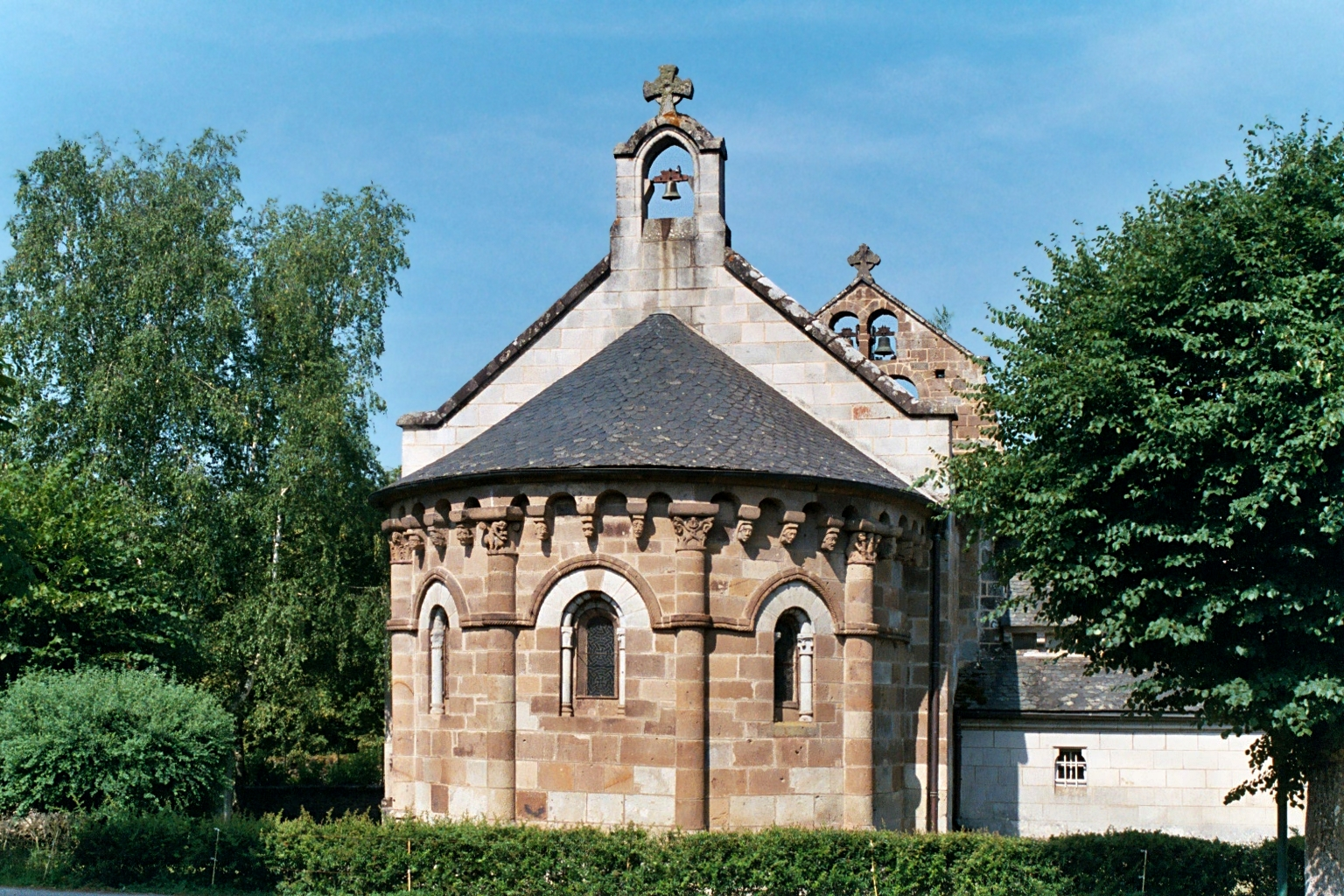
Церковь Сен-Жорж
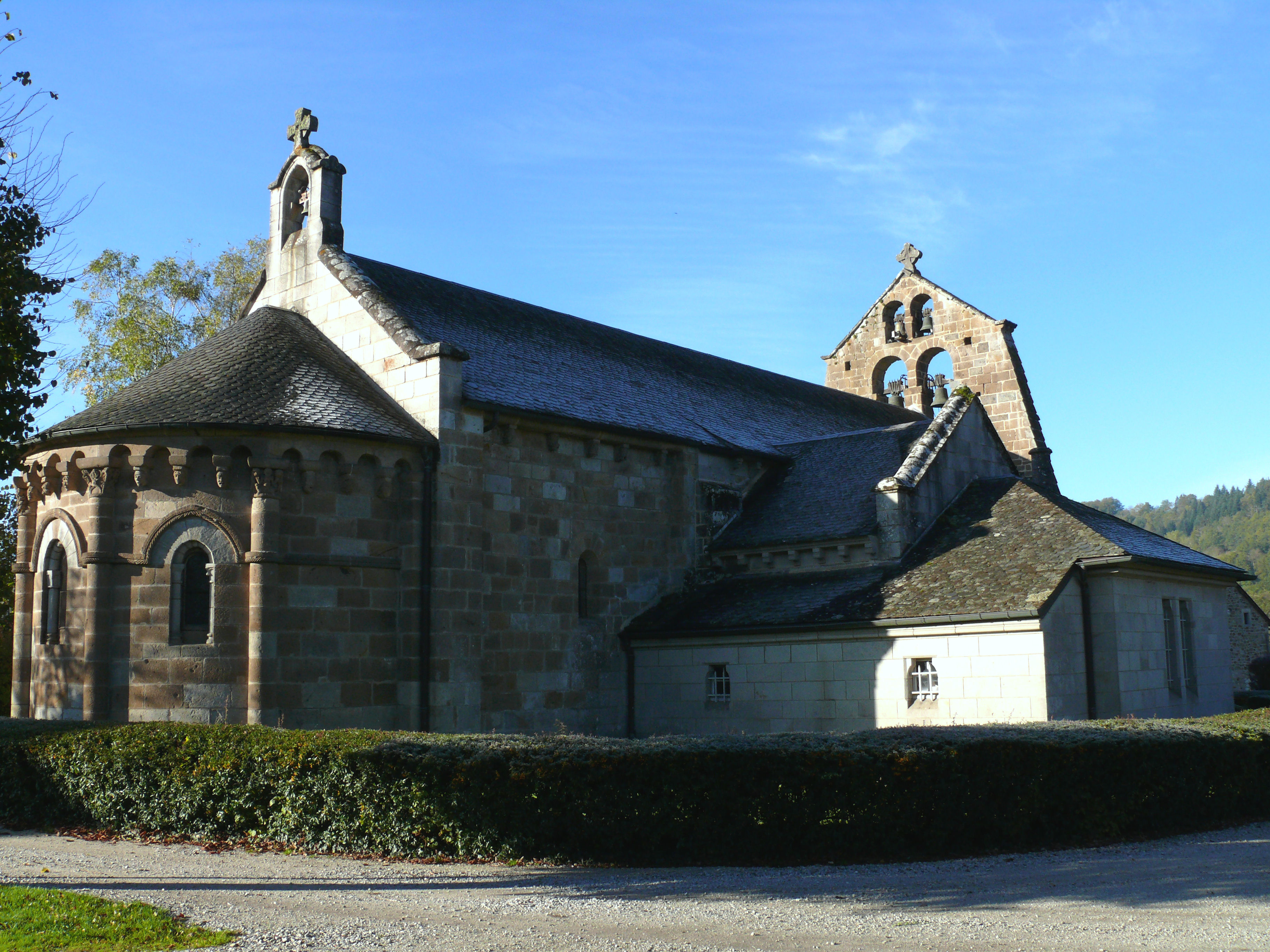
Церковь Сен-Жорж
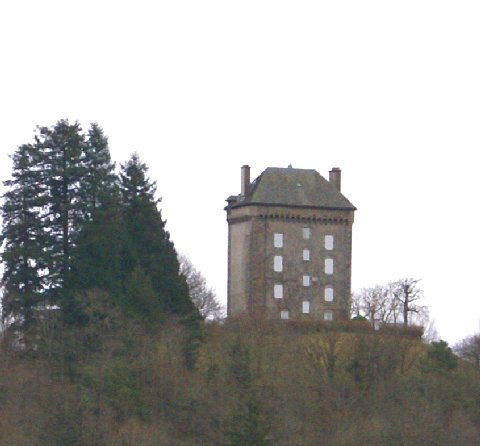
Замок Шатле
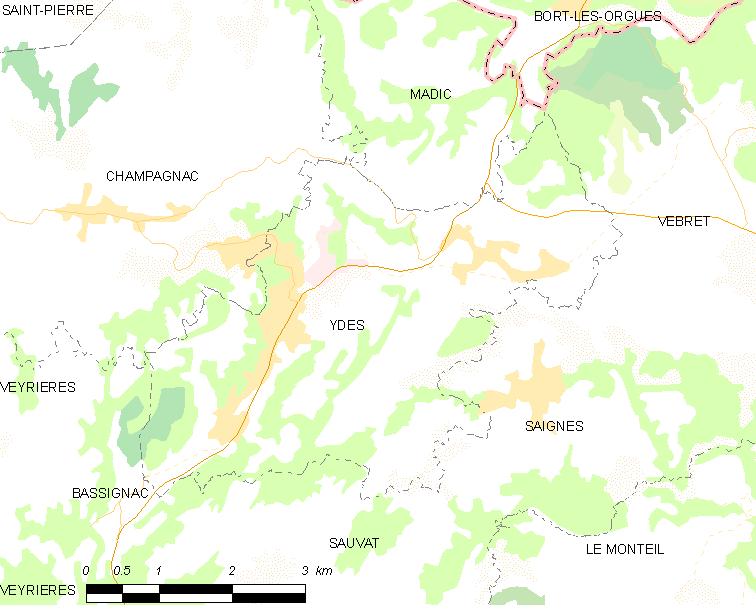
Карта коммуны